# Kanton Joué-lès-Tours-Nord
Joué-lès-Tours-Nord is een voormalig kanton van het Franse departement Indre-et-Loire. Het kanton maakte deel uit van het arrondissement Tours. Het werd opgeheven bij decreet van 18 februari 2014 met uitwerking op 22 maart 2015 en samengevoegd met het kanton Joué-lès-Tours-Sud tot kanton Joué-lès-Tours.
Het kanton omvatte uitsluitend een deel van de gemeente Joué-lès-Tours.